# Trypanosoma brucei
Espèce
Trypanosoma brucei est une espèce de parasites de l'ordre des Trypanosomatida. Ce parasite provoque des maladies : la trypanosomiase humaine africaine ou maladie du sommeil chez l'humain, et la trypanosomiase animale africaine ou nagana chez d'autres mammifères. Il est transmis principalement par des morsures de mouche tsé-tsé. Il existe trois sous-espèces de Trypanosoma brucei : T.b. brucei, T.b. gambiense et T.b. rhodesiense.
La trypanosomiase humaine africaine, ou la maladie du sommeil, est une maladie mortelle chez l'humain. Elle existe sous deux formes:
- la forme chronique est causée par la sous-espèce Trypanosoma brucei gambiense et a une installation lente avec une longue période d'incubation.
- la forme aiguë est causée la sous-espèce Trypanosoma brucei rhodesiense.

La souche T.b. brucei infecte exclusivement les animaux puisque l'humain y est naturellement résistant grâce à une protéine qui lyse ce parasite : Apolipoprotéine L1. Les deux autres sous-espèces y sont résistantes et sont donc dangereuses pour l'humain. Néanmoins, une faible proportions d'humains, notamment en Afrique centrale, exposés à Trypanosoma brucei rhodesiense ont une autre variation de l'Apolipoprotéine L1 qui leur permet d'être résistants au dit parasite et donc à la forme aigüe de la maladie du sommeil. Cependant, cette résistance est corrélée à un risque plus élevé de maladies rénales.
La nagana peut être causée par la sous-espèce Trypanosoma brucei brucei mais beaucoup d'autres espèces de trypanosomes peuvent aussi causer des maladies similaires chez l'animal.

## Morphologie

Les 6 types de morphologie des trypanosomes. Trypanosoma brucei peut adopter la morphologie en trypomastigote et épimastigote.

Ce protiste mesure de 8 à 50 µm. Il possède une unique mitochondrie contenant le kinétoplaste, un ensemble d'ADN circulaire. Le génome mitochondrial est ainsi présent en de nombreux exemplaires identiques. Le kinétoplaste est une caractéristique des Kinetoplastida, groupe auquel appartient Trypanosoma brucei. Il est situé près du corps basal, partie de la cellule qui se prolonge en un flagelle permettant à la cellule de se déplacer. 
Les trypanosomes peuvent adopter 6 morphologies différentes au total. Trypanosoma brucei peut en adopter 2 d'entre elles, en fonction de l'hôte dans lequel il est présent :
- Trypomastigote : Trypanosoma brucei adopte cette morphologie lorsqu'il est dans son hôte définitif, les mammifères dont l'humain. Le kinétoplaste et le corps basal sont alors postérieurs au noyau.
- Épimastigote : cette morphologie peut être observée lorsque Trypanosoma brucei infecte son hôte intermédiaire, la mouche tsé-tsé. Le kinétoplaste et le corps basal sont antérieurs au noyau.

## Cycle deTrypanosoma brucei gambiense
Le trypanosome responsable de 92 % des cas de maladie du sommeil est Trypanosoma brucei gambiense. C'est un des plus étudiés. Son cycle de vie nécessite deux hôtes pour se développer et se reproduire. Son hôte définitif est un mammifère, dont l'humain. Il a aussi besoin de la mouche tsé-tsé (Glossina palpalis) qui est son vecteur. 
Le trypanosome vit dans le sang, la moelle osseuse et le liquide céphalo-rachidien ou LCR de l'homme. On le trouve aussi chez les antilopes et les bovidés. Sa taille est de 20 µm (micromètres) de long sur 2 à 3 µm de large, ils sont entièrement mobiles.
Lorsque la mouche tsé-tsé pique une personne infestée, les trypanosomes passent dans l'intestin de la mouche et ils vont s'y multiplier. Ensuite ils vont passer dans le proventricule puis vont remonter dans les glandes salivaires où la multiplication se poursuit (asexuée).
Les parasites vont passer 18 à 25 jours dans la mouche puis seront transmis à l'homme par piqûre. La période d'invasion du parasite se fait après incubation de 10 à 15 jours. La propagation se fait aussi dans la lymphe ce qui provoque les fièvres. Il y a hypertrophie du foie (hépatomégalie) et de la rate (splénomégalie).
Quelques semaines après, ils envahissent les méninges et le liquide céphalo-rachidien provoquant tout d'abord des céphalées puis des troubles moteurs et des troubles réflexes puis des troubles psychologiques. En l'absence de traitements, la maladie est presque toujours mortelle en quelques mois.

## Biologie
Très mobiles les 2 trypomastigotes vivent d'abord dans le sang, la lymphe et le suc ganglionnaire, se multipliant activement par simple division longitudinale ; plus ou moins tôt, elles envahissent le LCR et s'y multiplient. Le cycle évolutif nécessite un hôte intermédiaire et vecteur, une mouche piqueuse du genre glossine (diptère brachycère) appelée localement Tsé-tsé. Les formes présentes dans le sang, pompées avec son repas par la glossine se multiplient d'abord dans son intestin puis remontent vers le proventricule et les glandes salivaires où après le passage par le stade épimastigote, elles vont s'accumuler en attente sous forme trypomastigote métacyclique infectieuse (forme trapue à flagelle libre presque inexistant). Le cycle est bouclé quand la glossine infectée, piquant un sujet neuf, lui injecte, avec la salive, 3 à 400 trypanosomes métacycliques infectieux. Trypanosoma brucei gambiense, responsable des trypanosomoses relativement bénignes[réf. nécessaire] de l'Ouest africain, est transmis par les glossines du groupe glossina palpalis, mouches hygrophiles vivant surtout dans la forêt primaire, le long de la côte et les forêts galeries des grands cours d'eau ; c'est le trypanosome dont le « dème » s'est totalement adapté à l'homme. Trypanosoma rhodesiense, agent des trypanosomes graves du centre et de l'est africain, est transmis par des glossines xérophiles du groupe Glossina morsitans vivant dans les zones de hautes savanes ; incomplètement adapté à l'homme, il possède un important réservoir animal.

## Répartition
La répartition de Trypanosoma gambiense est dépendante de celle de la mouche tsé-tsé (genre Glossina). Elle couvre donc les régions tropicales et subtropicales de l'Afrique du Nord, ainsi que l'Afrique centrale, l'Afrique de l'Est et de l'Ouest.

## Clinique
Les trypanosomes métacycliques inoculés par la piqûre de la glossine se multiplient d'abord sur place, autour du point d'inoculation (trypanome), puis diffuse en se multipliant, par voie lymphatico-sanguine pour atteindre enfin le LCR et le SNC. Ce cycle pathogénique est le fil directeur qui permet de maintenir l'unicité clinique de la maladie à travers des tableaux qui, en fait, ne varient que par la durée réciproque des diverses manifestations.
Aux tableaux classiques des formes de l'Ouest, à évolution torpide et au pronostic moins sombre que les formes de l'Est, aux signes d'atteintes nerveuses très précoces et à l'évolution fatale en 3 ou 4 mois, s'ajoute aujourd'hui, grâce aux électroencéphalogrammes, la notion que, quel que soit le trypanosome en cause, l'atteinte nerveuse est très souvent extrêmement précoce, précédant de beaucoup sa traduction clinique. C'est là une notion capitale qui montre que, seul un diagnostic très précoce et approfondi permettra d'instaurer le traitement au stade d'efficacité réelle : avant l'atteinte nerveuse.
L'inoculation n'est révélée que rarement par la douleur de la piqûre de la glossine infectée.
L'incubation, muette, dure 10 à 20 jours.

## Liste des sous-espèces
- T. b. brucei
- T. b. gambiense
- T. b. rhodesiense